# Hachtel (Niederstetten)
Hachtel ist ein Wohnplatz auf der Gemarkung des Niederstettener Stadtteils Wildentierbach im Main-Tauber-Kreis im fränkisch geprägten Nordosten Baden-Württembergs.

## Geschichte
Der Ort wurde in den Jahren 1317 und 1322 erstmals urkundlich als Habichtal erwähnt. Hachtel war einst Bestandteil der Herrschaft Brauneck und gelangte über würzburgischen Zwischenbesitz im Jahre 1379 an Rothenburg ob der Tauber.
Der Wohnplatz kam als Teil der ehemals selbständigen Gemeinde Wildentierbach am 1. Februar 1972 zur Stadt Niederstetten.

## Kulturdenkmale
Kulturdenkmale in der Nähe des Wohnplatzes sind in der Liste der Kulturdenkmale in Niederstetten verzeichnet.

## Verkehr
Der Ort ist über die K 2866 zu erreichen. Im Ort befindet sich die gleichnamige Straße Hachtel.